# Jessica Trisko-Darden
Jessica Nicole Trisko-Darden, née en 1984, est un mannequin canadien ayant été couronné Miss Terre en 2007.